# Trox spinulosus
Trox spinulosus là một loài bọ cánh cứng trong họ Trogidae.

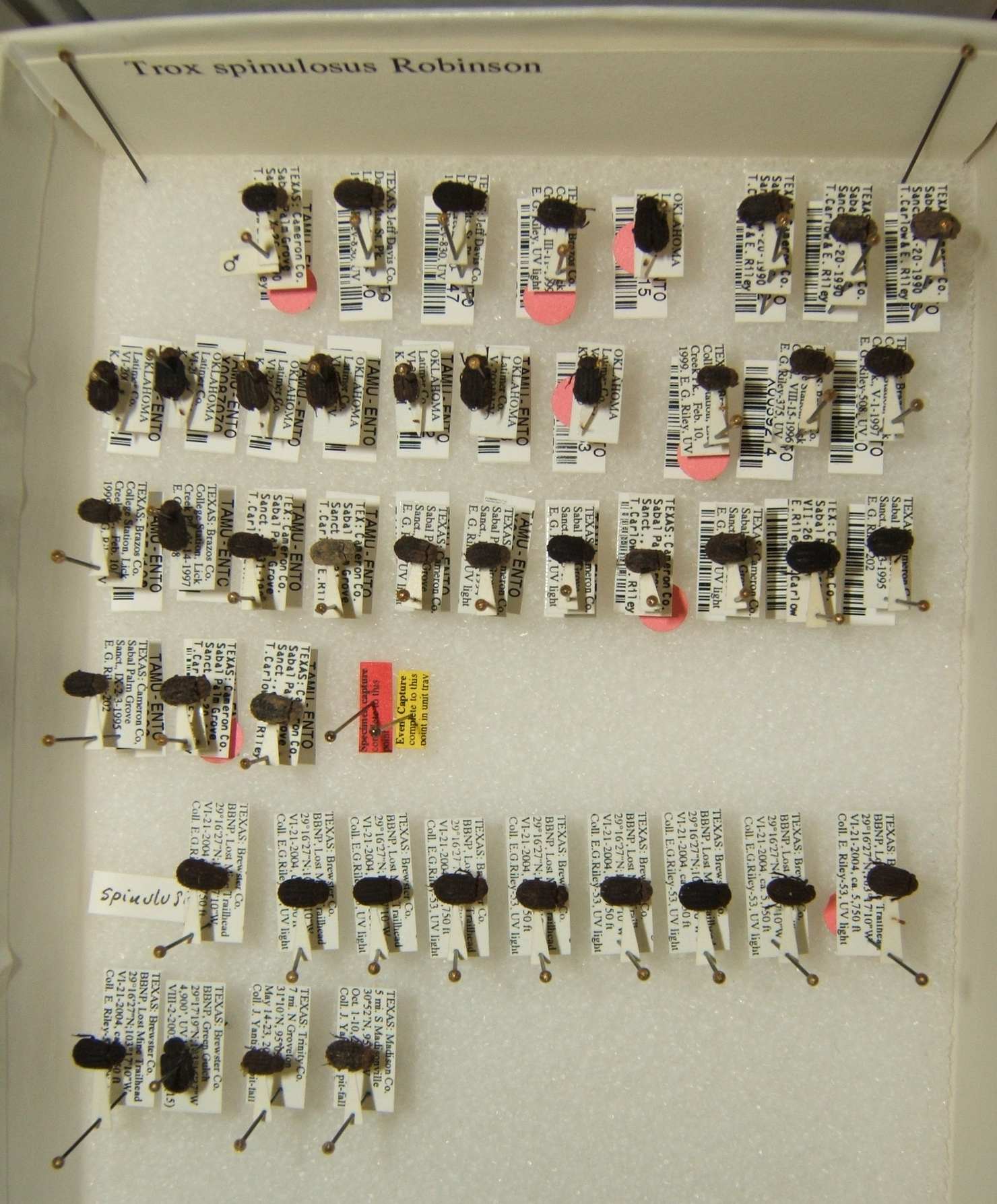
Trox spinulosus variation
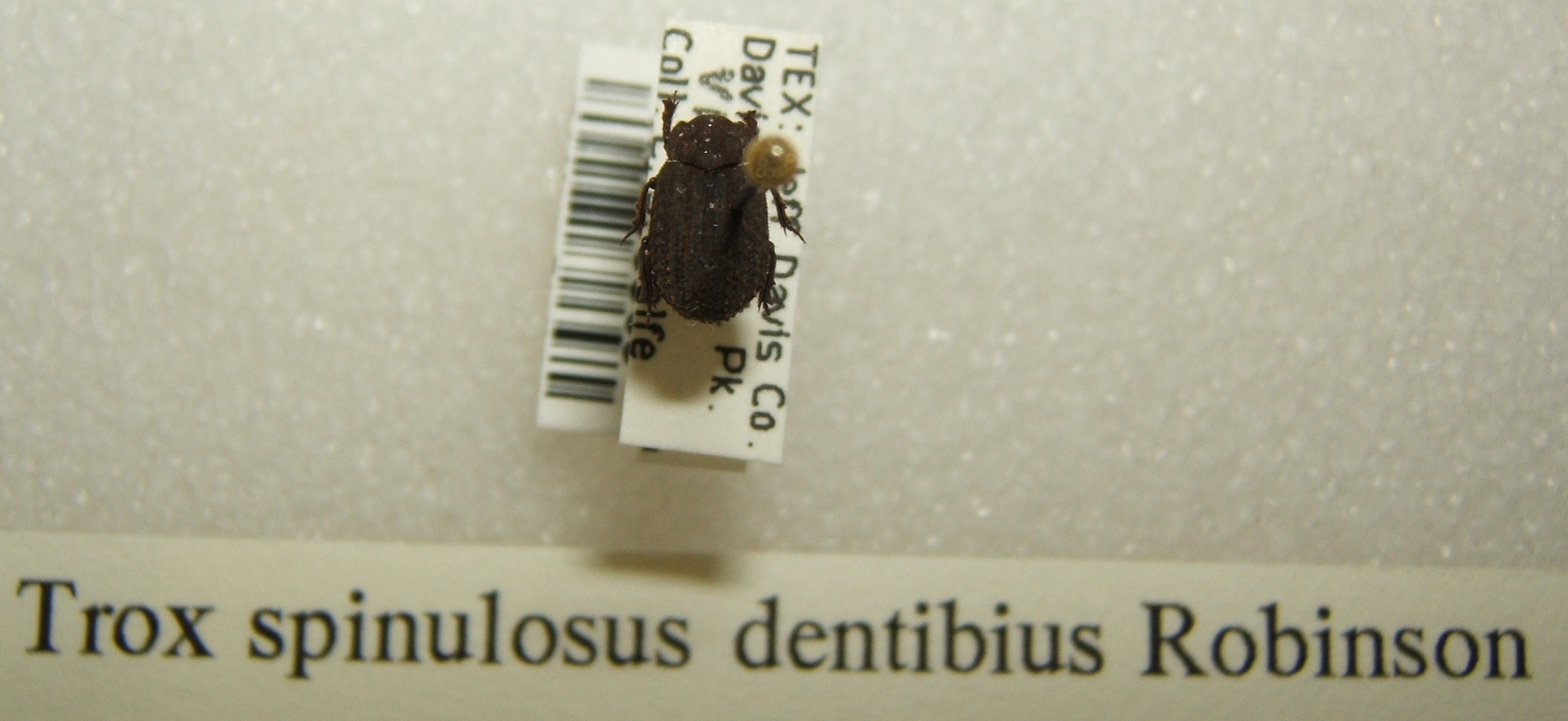
Trox spinulosus dentibius
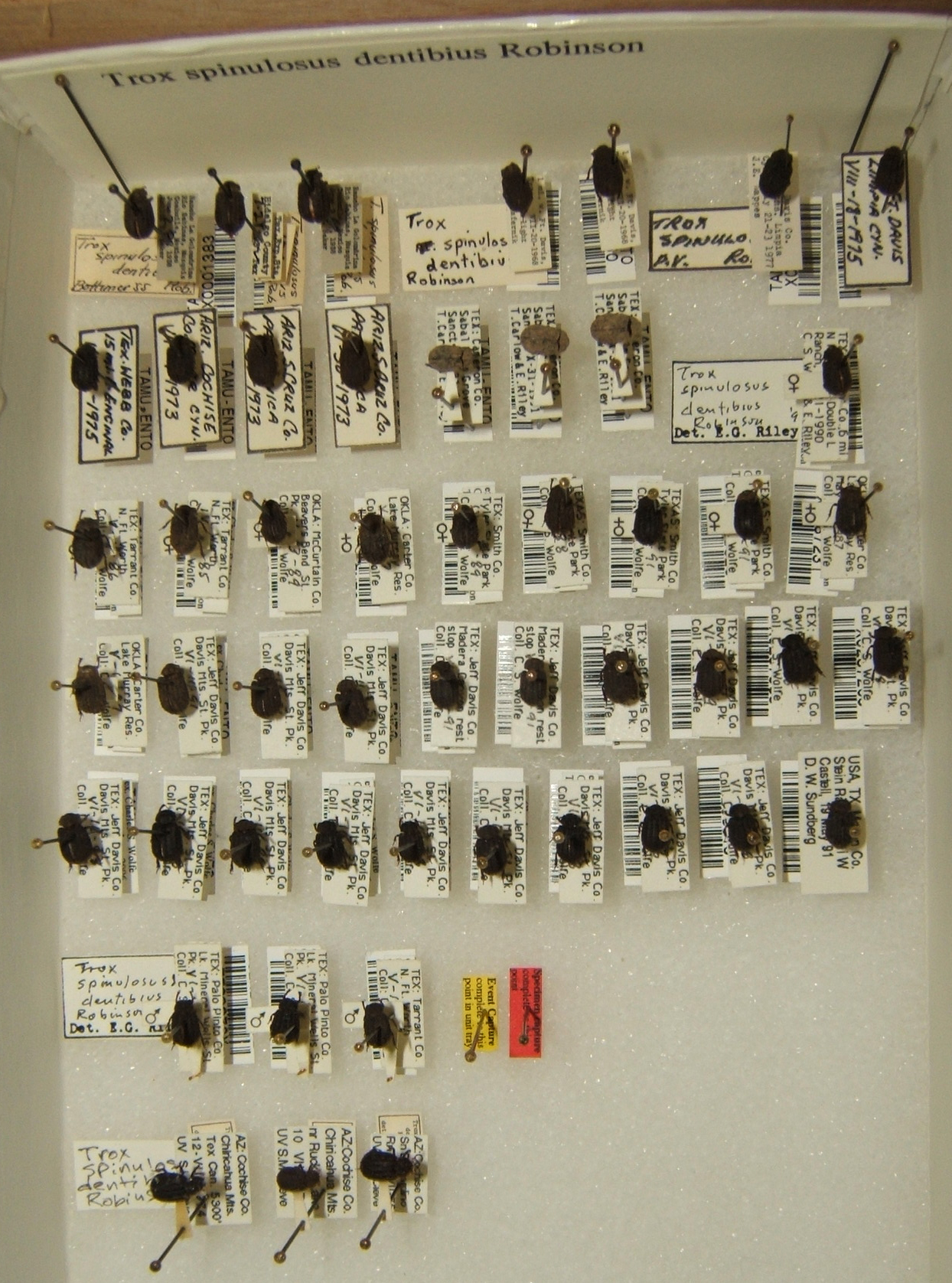
Trox spinulosus dentibius variation
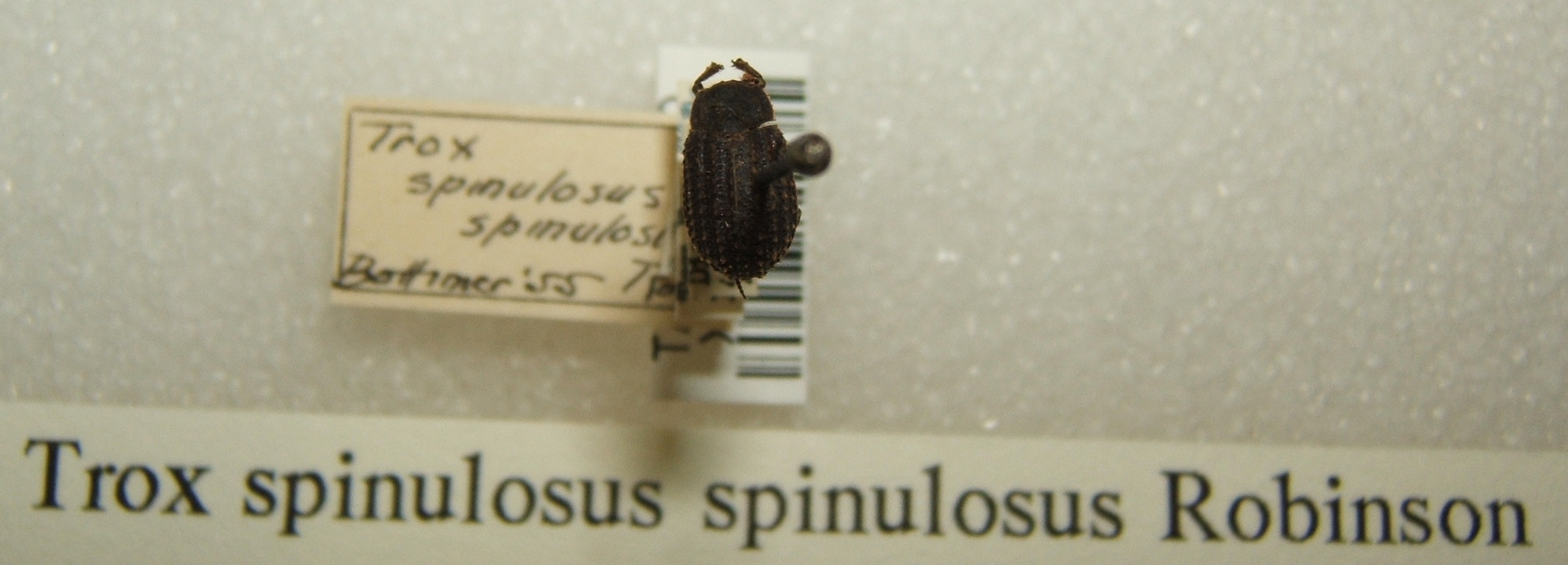
Trox spinulosus spinulosus
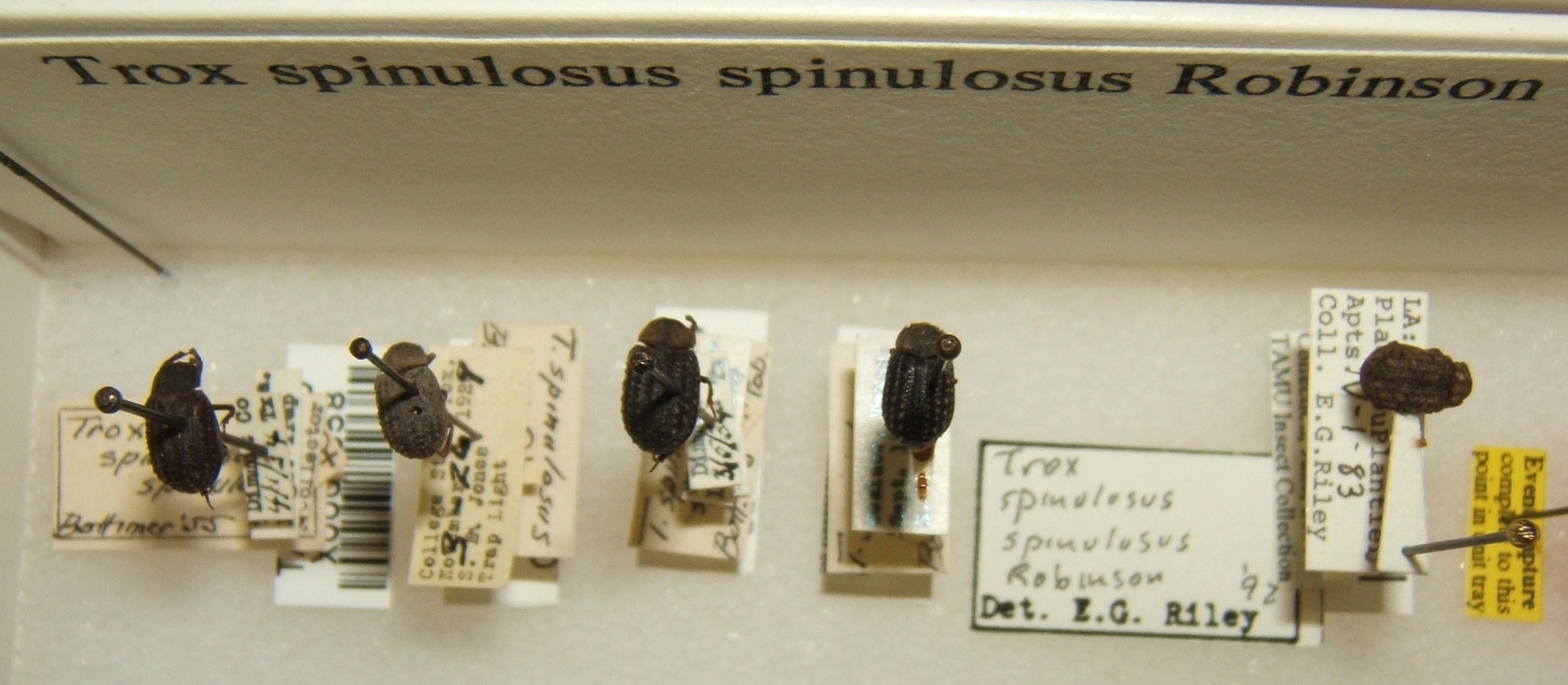
Trox spinulosus spinulosus variation